# Magma (tankesmedja)

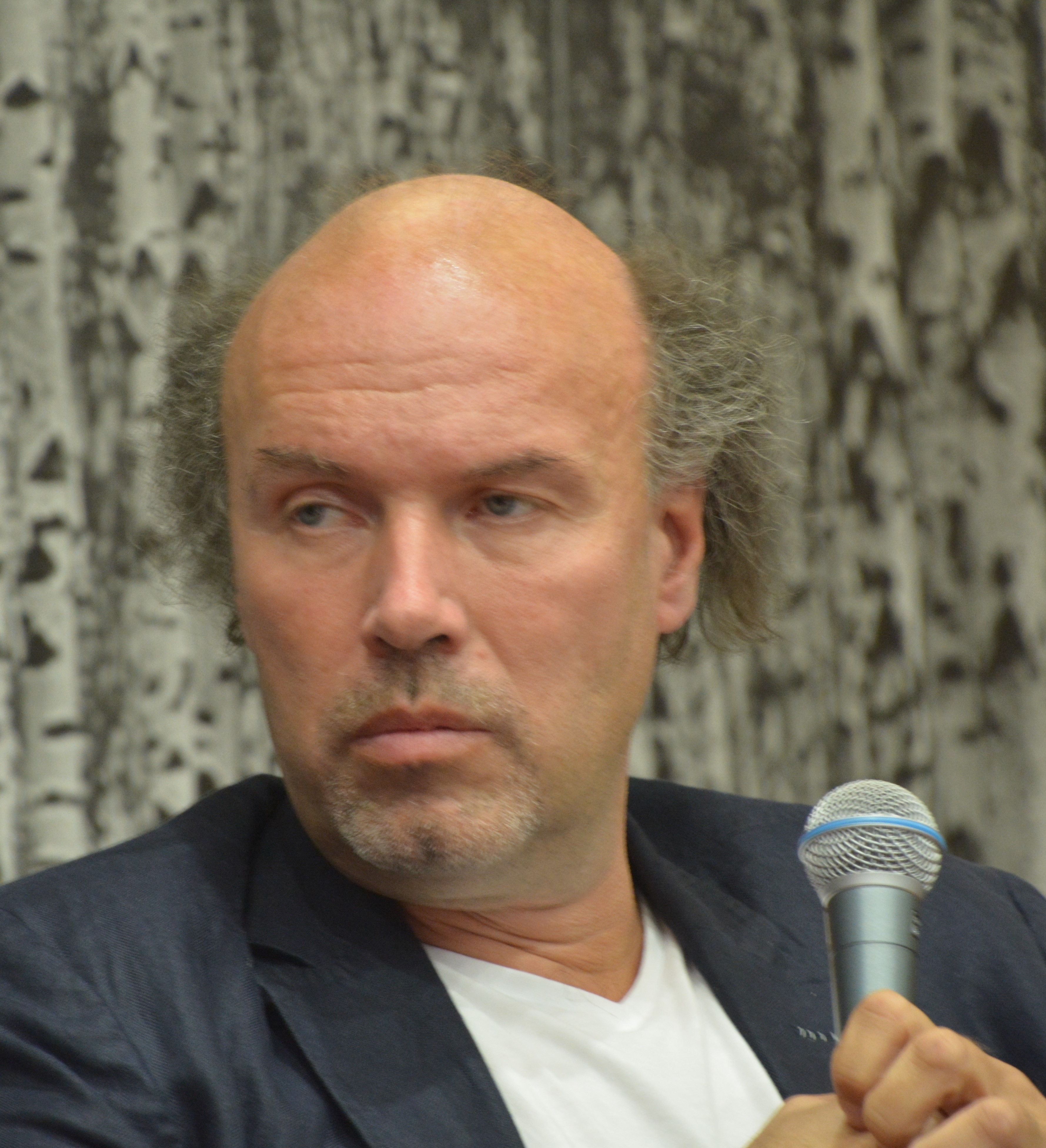
Magmas chef Nils Erik Forsgård på Bokmässan i Göteborg 2019

Magma är en finländsk tankesmedja grundad 2008. Tankesmedjan är partipolitiskt obunden och ska enligt egen utsago upprätthålla en fördomsfri debatt på svenska samt stärka den finlandssvenska identiteten. Chef är idéhistorikern Nils Erik Forsgård.
Magma har gett ut rapporter som Varför irriterar finlandssvenskarna?, Tvåspråkiga skolor? samt Svenska språköar och finska utskär.
Tankesmedjan har en årsbudget på drygt en halv miljon euro. Bland finansiärerna finns Svenska Kulturfonden, Svenska folkskolans vänner, Föreningen Konstsamfundet, och Stiftelsen Tre smeder.